# Megachile cheesmanae
Megachile cheesmanae är en biart som först beskrevs av Michener 1965.  Megachile cheesmanae ingår i släktet tapetserarbin, och familjen buksamlarbin. Inga underarter finns listade i Catalogue of Life.